# Grand Prix Austrii 2017
Grand Prix Austrii 2017 (oficjalnie Formula 1 Großer Preis von Österreich 2017) – dziewiąta eliminacja Mistrzostw Świata Formuły 1 w sezonie 2017. Grand Prix odbyło się w dniach 7–9 lipca na torze Red Bull Ring w Spielbergu.

## Lista startowa
Źródło: Wyprzedź Mnie!
| Nr | Kierowca          | Zespół                           | Samochód                      | Silnik                | Opony |
| -- | ----------------- | -------------------------------- | ----------------------------- | --------------------- | ----- |
| 2  | Stoffel Vandoorne | McLaren Honda Formula 1 Team     | McLaren MCL32                 | Honda RA617H 1.6T V6  | P     |
| 3  | Daniel Ricciardo  | Red Bull Racing                  | Red Bull RB13                 | TAG Heuer 1.6T V6     | P     |
| 5  | Sebastian Vettel  | Scuderia Ferrari                 | Ferrari SF70H                 | Ferrari 059/5 1.6T V6 | P     |
| 7  | Kimi Räikkönen    | Scuderia Ferrari                 | Ferrari SF70H                 | Ferrari 062 1.6T V6   | P     |
| 8  | Romain Grosjean   | Haas F1 Team                     | Haas VF-17                    | Ferrari 062 1.6T V6   | P     |
| 9  | Marcus Ericsson   | Sauber F1 Team                   | Sauber C36                    | Ferrari 059/5 1.6T V6 | P     |
| 11 | Sergio Pérez      | Sahara Force India F1 Team       | Force India VJM10             | Mercedes 1.6T V6      | P     |
| 14 | Fernando Alonso   | McLaren Honda Formula 1 Team     | McLaren MCL32                 | Honda RA617H 1.6T V6  | P     |
| 18 | Lance Stroll      | Williams Martini Racing          | Williams FW40                 | Mercedes 1.6T V6      | P     |
| 19 | Felipe Massa      | Williams Martini Racing          | Williams FW40                 | Mercedes 1.6T V6      | P     |
| 20 | Kevin Magnussen   | Haas F1 Team                     | Haas VF-17                    | Ferrari 059/5 1.6T V6 | P     |
| 26 | Daniił Kwiat      | Scuderia Toro Rosso              | Toro Rosso STR12              | Renault 1.6T V6       | P     |
| 27 | Nico Hülkenberg   | Renault Sport Formula One Team   | Renault R.S.17                | Renault 1.6T V6       | P     |
| 30 | Jolyon Palmer     | Renault Sport Formula One Team   | Renault R.S.17                | Renault 1.6T V6       | P     |
| 31 | Esteban Ocon      | Sahara Force India F1 Team       | Force India VJM10             | Mercedes 1.6T V6      | P     |
| 33 | Max Verstappen    | Red Bull Racing                  | Red Bull RB13                 | TAG Heuer 1.6T V6     | P     |
| 34 | Alfonso Celis     | Sahara Force India F1 Team       | Force India VJM10             | Mercedes 1.6T V6      | P     |
| 44 | Lewis Hamilton    | Mercedes AMG Petronas Motorsport | Mercedes AMG F1 W08 EQ Power+ | Mercedes 1.6T V6      | P     |
| 46 | Siergiej Sirotkin | Renault Sport Formula One Team   | Renault R.S.17                | Renault 1.6T V6       | P     |
| 55 | Carlos Sainz Jr.  | Scuderia Toro Rosso              | Toro Rosso STR12              | Renault 1.6T V6       | P     |
| 77 | Valtteri Bottas   | Mercedes AMG Petronas Motorsport | Mercedes AMG F1 W08 EQ Power+ | Mercedes 1.6T V6      | P     |
| 94 | Pascal Wehrlein   | Sauber F1 Team                   | Sauber C36                    | Ferrari 059/5 1.6T V6 | P     |
| Nr | Kierowca          | Zespół                           | Samochód                      | Silnik                | Opony |

## Wyniki

### Sesje treningowe
Źródło: Wyprzedź Mnie!
| Sesja | Nr | Kierowca         | Konstruktor | Czas     | Okr. |
| ----- | -- | ---------------- | ----------- | -------- | ---- |
| 1     | 44 | Lewis Hamilton   | Mercedes    | 1:05,975 | 38   |
| 2     | 44 | Lewis Hamilton   | Mercedes    | 1:05,483 | 30   |
| 3     | 5  | Sebastian Vettel | Ferrari     | 1:05,092 | 18   |

### Kwalifikacje
Źródło: Wyprzedź Mnie!
| Poz. | Nr | Kierowca          | Konstruktor          | Q1       | Q2       | Q3       | Poz. s. |
| --- | --- | ----------------- | -------------------- | -------- | -------- | -------- | ------- |
| 1 | 77 | Valtteri Bottas   | Mercedes             | 1:05,760 | 1:04,316 | 1:04,251 | 1       |
| 2 | 5 | Sebastian Vettel  | Ferrari              | 1:05,585 | 1:04,772 | 1:04,293 | 2       |
| 3 | 44 | Lewis Hamilton    | Mercedes             | 1:05,064 | 1:04,800 | 1:04,424 | 8       |
| 4 | 7 | Kimi Räikkönen    | Ferrari              | 1:05,148 | 1:05,004 | 1:04,779 | 3       |
| 5 | 3 | Daniel Ricciardo  | Red Bull–TAG Heuer   | 1:05,854 | 1:05,161 | 1:04,896 | 4       |
| 6 | 33 | Max Verstappen    | Red Bull–TAG Heuer   | 1:05,779 | 1:04,948 | 1:04,983 | 5       |
| 7 | 8 | Romain Grosjean   | Haas–Ferrari         | 1:05,902 | 1:05,319 | 1:05,480 | 6       |
| 8 | 11 | Sergio Pérez      | Force India–Mercedes | 1:05,975 | 1:05,435 | 1:05,605 | 7       |
| 9 | 31 | Esteban Ocon      | Force India–Mercedes | 1:06,033 | 1:05,550 | 1:05,674 | 9       |
| 10 | 55 | Carlos Sainz Jr.  | Toro Rosso           | 1:05,675 | 1:05,544 | 1:05,726 | 10      |
| 11 | 27 | Nico Hülkenberg   | Renault              | 1:06,174 | 1:05,597 | –        | 11      |
| 12 | 14 | Fernando Alonso   | McLaren–Honda        | 1:06,158 | 1:05,602 | –        | 12      |
| 13 | 2 | Stoffel Vandoorne | McLaren–Honda        | 1:06,316 | 1:05,741 | –        | 13      |
| 14 | 26 | Daniił Kwiat      | Toro Rosso           | 1:05,990 | 1:05,884 | –        | 14      |
| 15 | 20 | Kevin Magnussen   | Haas–Ferrari         | 1:06,143 | –        | –        | 15      |
| 16 | 30 | Jolyon Palmer     | Renault              | 1:06,345 | –        | –        | 16      |
| 17 | 19 | Felipe Massa      | Williams–Mercedes    | 1:06,534 | –        | –        | 17      |
| 18 | 18 | Lance Stroll      | Williams–Mercedes    | 1:06,608 | –        | –        | 18      |
| 19 | 9 | Marcus Ericsson   | Sauber–Ferrari       | 1:06,857 | –        | –        | 19      |
| 20 | 94 | Pascal Wehrlein   | Sauber–Ferrari       | 1:07,011 | –        | –        | PIT     |
| 107% najlepszego czasu Q1: 1:09,618 | |                   |                      |          |          |          |         |
| Poz. | Nr | Kierowca          | Konstruktor          | Q1       | Q2       | Q3       | Poz. s. |
| \| Legenda \| Legenda \| \| ------------------------ \| ---------------------------------------------------------------------------------------------------------------------------------------------------------------------------------------------------------------------------------------------------------------- \| \| Poz. Nr Q1 Q2 Q3 Poz. s. \| Pozycja zajęta w sesji kwalifikacyjnej Numer startowy kierowcy Wynik uzyskany w pierwszej części kwalifikacji Wynik uzyskany w drugiej części kwalifikacji Wynik uzyskany w trzeciej części kwalifikacji Pozycja startowa po uwzględnięniu kar, przesunięć, itp. \| | |                   |                      |          |          |          |         |
| Legenda | |                   |                      |          |          |          |         |
| Poz. Nr Q1 Q2 Q3 Poz. s. | Pozycja zajęta w sesji kwalifikacyjnej Numer startowy kierowcy Wynik uzyskany w pierwszej części kwalifikacji Wynik uzyskany w drugiej części kwalifikacji Wynik uzyskany w trzeciej części kwalifikacji Pozycja startowa po uwzględnięniu kar, przesunięć, itp. |                   |                      |          |          |          |         |

### Wyścig
Źródło: Wyprzedź Mnie!
| P                 | + / –     | Nr | Kierowca          | Konstruktor          | Okr. | Czas / Strata | Komentarz         |
| ----------------- | --------- | -- | ----------------- | -------------------- | ---- | ------------- | ----------------- |
| 1                 | Bez zmian | 77 | Valtteri Bottas   | Mercedes             | 71   | 1:21:48,527   |                   |
| 2                 | Bez zmian | 5  | Sebastian Vettel  | Ferrari              | 71   | +0:00,658     |                   |
| 3                 | 1         | 3  | Daniel Ricciardo  | Red Bull–TAG Heuer   | 71   | +0:06,012     |                   |
| 4                 | 4         | 44 | Lewis Hamilton    | Mercedes             | 71   | +0:07,430     |                   |
| 5                 | 2         | 7  | Kimi Räikkönen    | Ferrari              | 71   | +0:20,370     |                   |
| 6                 | Bez zmian | 8  | Romain Grosjean   | Haas–Ferrari         | 71   | +1:06,281     |                   |
| 7                 | Bez zmian | 11 | Sergio Pérez      | Force India–Mercedes | 70   | +1 okr.       |                   |
| 8                 | 1         | 31 | Esteban Ocon      | Force India–Mercedes | 70   | +1 okr.       |                   |
| 9                 | 8         | 19 | Felipe Massa      | Williams–Mercedes    | 70   | +1 okr.       |                   |
| 10                | 8         | 18 | Lance Stroll      | Williams–Mercedes    | 70   | +1 okr.       |                   |
| 11                | 5         | 30 | Jolyon Palmer     | Renault              | 70   | +1 okr.       |                   |
| 12                | 1         | 2  | Stoffel Vandoorne | McLaren–Honda        | 70   | +1 okr.       |                   |
| 13                | 2         | 27 | Nico Hülkenberg   | Renault              | 70   | +1 okr.       |                   |
| 14                | 6         | 94 | Pascal Wehrlein   | Sauber–Ferrari       | 70   | +1 okr.       |                   |
| 15                | 4         | 9  | Marcus Ericsson   | Sauber–Ferrari       | 69   | +2 okr.       |                   |
| 16                | 2         | 26 | Daniił Kwiat      | Toro Rosso           | 68   | +3 okr.       |                   |
| Niesklasyfikowani |           |    |                   |                      |      |               |                   |
|                   |           | 55 | Carlos Sainz Jr.  | Toro Rosso           | 44   | +27 okr.      | zapłon            |
|                   |           | 20 | Kevin Magnussen   | Haas–Ferrari         | 30   | +41 okr.      | hydraulika        |
|                   |           | 14 | Fernando Alonso   | McLaren–Honda        | 0    | +71 okr.      | kolizja z Kwiatem |
|                   |           | 33 | Max Verstappen    | Red Bull–TAG Heuer   | 0    | +71 okr       | sprzęgło          |
| P                 | + / –     | Nr | Kierowca          | Konstruktor          | Okr. | Czas / Strata | Komentarz         |

### Najszybsze okrążenie
Źródło: Wyprzedź Mnie!
| Nr | Kierowca       | Konstruktor | Czas     | Okr. |
| -- | -------------- | ----------- | -------- | ---- |
| 44 | Lewis Hamilton | Mercedes    | 1:07,411 | 44   |

## Prowadzenie w wyścigu
Źródło: Racing–Reference.info
| Nr                              | Kierowca        | Okrążenia   | Suma |
| ------------------------------- | --------------- | ----------- | ---- |
| 77                              | Valtteri Bottas | 1-41, 44-71 | 69   |
| 7                               | Kimi Räikkönen  | 42-43       | 2    |
| \| Wykres \| \| ------ \| \| \| |                 |             |      |
| Wykres                          |                 |             |      |
|                                 |                 |             |      |

## Klasyfikacja po zakończeniu wyścigu

### Kierowcy
| P                 | +/− | Kierowca           | Starty | Punkty | P1 | P2 | P3 | PP | NO | NS |
| ----------------- | --- | ------------------ | ------ | ------ | -- | -- | -- | -- | -- | -- |
| 1                 | 0   | Sebastian Vettel   | 9      | 171    | 3  | 4  | –  | 1  | 1  | –  |
| 2                 | 0   | Lewis Hamilton     | 9      | 151    | 3  | 2  | –  | 5  | 5  | –  |
| 3                 | 0   | Valtteri Bottas    | 9      | 136    | 2  | 2  | 2  | 2  | –  | 1  |
| 4                 | 0   | Daniel Ricciardo   | 9      | 107    | 1  | –  | 4  | –  | –  | 2  |
| 5                 | 0   | Kimi Räikkönen     | 9      | 83     | –  | 1  | 1  | 1  | 2  | 1  |
| 6                 | +1  | Sergio Pérez       | 9      | 50     | –  | –  | –  | –  | 1  | 1  |
| 7                 | −1  | Max Verstappen     | 9      | 45     | –  | –  | 1  | –  | –  | 5  |
| 8                 | 0   | Esteban Ocon       | 9      | 39     | –  | –  | –  | –  | –  | –  |
| 9                 | 0   | Carlos Sainz Jr.   | 9      | 29     | –  | –  | –  | –  | –  | 3  |
| 10                | 0   | Felipe Massa       | 9      | 22     | –  | –  | –  | –  | –  | 2  |
| 11                | +1  | Lance Stroll       | 9      | 18     | –  | –  | 1  | –  | –  | 3  |
| 12                | −1  | Nico Hülkenberg    | 9      | 18     | –  | –  | –  | –  | –  | 2  |
| 13                | +1  | Romain Grosjean    | 9      | 18     | –  | –  | –  | –  | –  | 2  |
| 14                | −1  | Kevin Magnussen    | 9      | 11     | –  | –  | –  | –  | –  | 3  |
| 15                | 0   | Pascal Wehrlein    | 7      | 5      | –  | –  | –  | –  | –  | 1  |
| 16                | 0   | Daniił Kwiat       | 9      | 4      | –  | –  | –  | –  | –  | 3  |
| 17                | 0   | Fernando Alonso    | 7      | 2      | –  | –  | –  | –  | –  | 3  |
| 18                | 0   | Jolyon Palmer      | 9      | 0      | –  | –  | –  | –  | –  | 3  |
| 19                | 0   | Marcus Ericsson    | 9      | 0      | –  | –  | –  | –  | –  | 3  |
| 20                | 0   | Stoffel Vandoorne  | 8      | 0      | –  | –  | –  | –  | –  | 3  |
| 21                | 0   | Antonio Giovinazzi | 2      | 0      | –  | –  | –  | –  | –  | 1  |
| Niesklasyfikowani |     |                    |        |        |    |    |    |    |    |    |
|                   |     | Jenson Button      | 1      | –      | –  | –  | –  | –  | –  | 1  |
| P                 | +/− | Kierowca           | Starty | Punkty | P1 | P2 | P3 | PP | NO | NS |

### Konstruktorzy
| P  | +/− | Konstruktor               | Starty | Punkty | P1 | P2 | P3 | PP | NO | NS |
| -- | --- | ------------------------- | ------ | ------ | -- | -- | -- | -- | -- | -- |
| 1  | 0   | Mercedes                  | 18     | 287    | 5  | 4  | 2  | 7  | 5  | 1  |
| 2  | 0   | Ferrari                   | 18     | 254    | 3  | 5  | 1  | 2  | 3  | 1  |
| 3  | 0   | Red Bull Racing TAG Heuer | 18     | 152    | 1  | –  | 5  | –  | –  | 7  |
| 4  | 0   | Force India Mercedes      | 18     | 89     | –  | –  | –  | –  | 1  | 1  |
| 5  | 0   | Williams Mercedes         | 18     | 40     | –  | –  | 1  | –  | –  | 5  |
| 6  | 0   | Toro Rosso                | 18     | 33     | –  | –  | –  | –  | –  | 6  |
| 7  | 0   | Haas Ferrari              | 18     | 29     | –  | –  | –  | –  | –  | 5  |
| 8  | 0   | Renault                   | 18     | 18     | –  | –  | –  | –  | –  | 5  |
| 9  | 0   | Sauber                    | 18     | 5      | –  | –  | –  | –  | –  | 5  |
| 10 | 0   | McLaren Honda             | 16     | 2      | –  | –  | –  | –  | –  | 7  |
| P  | +/− | Kierowca                  | Starty | Punkty | P1 | P2 | P3 | PP | NO | NS |